# BE MY BOYZ
《B:MY BOYZ》（韓語：비 마이 보이즈），是2025年由SBS推出的男團選秀真人秀，節目於2025年8月16日在SBS 電視台首播

## 節目概要
- 30名不同國籍的男性參賽者，被稱為B:GINNERs，將競爭贏得全球粉絲的心，並爭取出道的機會。[3][4][5]
- 勝出者將由全球粉絲投票與資深K-Pop明星組成的評審團投票共同決定。
- 節目原定在JTBC播出，但由於內部情況，最終安排在SBS播出。

## 節目成員
- 主持：薇娟（i-dle）、DEX
- 唱歌導師：趙珍虎（PENTAGON、CREZL）、Yuju（GFRIEND）
- 舞蹈導師：Lia Kim、Yoojung Lee（1MILLION）
- 製作導師：HUI（PENTAGON）
- 嘉賓導師：廷祐、Johnny、Ten、肖俊（NCT）

## 外部連結
- BE MY BOYZ的官方網站
- BE MY BOYZ的X（前Twitter）